# Festival d'Uzeste
La Hestejada de las Arts d'Uzeste musical, souvent nommée festival d'Uzeste, est un festival de jazz et de musiques improvisées créé en 1978 par le musicien Bernard Lubat dans son village natal d'Uzeste (Gironde). 

## Historique
Le festival fait ses débuts à l'Estaminet, une épicerie-café-restaurant tenue à Uzeste par Marie et Alban Lubat de 1937 à 1980. Il investit ensuite les villages alentour, au sud du département de la Gironde et au nord de celui des Landes avec l'objectif d'être présent en milieu rural.
Outre les concerts de jazz, le festival célèbre aussi la poésie, le théâtre, la littérature et toutes les formes d'art ainsi que l'indique son nom qui signifie Fête des arts en gascon. Le festival est tourné vers l'éducation artistique populaire, l'improvisation, la valorisation de la culture populaire, rurale et occitane (gasconne) et les débats. Chaque année, au mois d'août, une centaine d'artistes participe au festival. Des projections et des conférences-débats sont également programmées autour des arts vivants.
Le festival a acquis une renommée internationale en invitant les plus grands noms du jazz.
Le festival défraye la chronique en 1987, 2000 et 2007 car les subventions baissent drastiquement ou sont supprimées. En 2003, le festival est solidaire de la grève des intermittents,. Le festival est reconnu comme un laboratoire d'expérience artistique et un lieu de débat non formaté.

## Uzeste Musical
Uzeste musical, devenue « Uzeste Musical visages : villages des arts à l’œuvre » en 2002, est le nom de l'association à vocation artistique et culturelle qui organise les manifestations artistiques et culturelles autour de la Hestejada de las arts tout au long des saisons :
- Uzestival automnal
- Uzestival du nouvel An
- Uzestival hivernal
- Uzestival de printemps
- Jazz terrasse : série de six concerts gratuits donnés à la terrasse des cafés suivi d'ateliers d'éducation artistiques, les Imagin'actions éduc'actives (2016)

## Programmation
Parmi les personnes ayant régulièrement participé au festival, se trouvent :
- André Benedetto
- François Corneloup
- Edouard Glissant
- Bernard Lubat
- Bernard Manciet
- André Minvielle
- Marc Perrone
- Michel Portal
- Louis Sclavis
- Archie Shepp